# Girardinia
Girardinia es un género botánico con 23 especies de plantas de flores perteneciente a la familia Urticaceae.

## Especies seleccionadas
- Girardinia adoensis
- Girardinia armata
- Girardinia bulbosa
- Girardinia bullosa
- Girardinia chinguiana